# Vicky Papadopoulou
Vicky Papadopoulou (in greco Βίκυ Παπαδοπούλου?; Chalandri, 9 febbraio 1982) è un'attrice e modella greca, nota per aver interpretato il ruolo di Manto Karouzou nella serie La strada del silenzio (Siopilos dromos).

## Biografia
Vicky Papadopoulou è nata il 9 febbraio 1982 a Chalandri (Grecia). Ha dichiarato che inizialmente voleva diventare una critica teatrale, ma alla fine la recitazione l'ha conquistata.

## Carriera
Vicky Papadopoulou ha studiato recitazione presso la Scuola di recitazione "Giorgos Theodosiadis" di Atene. Nel 1994 ha fatto la sua prima apparizione come attrice nella serie Piso apo tis maskes. Le sue serie in cui ha riscosso successo sono state Dyo meres mono, 10i entoli, L.A.P.D.: Lekanopedio Attikis Police Department, Eho ena mystiko..., Kratas mystiko?, La strada del silenzio (Siopilos dromos) e Storgi, mentre i suoi film in cui ha riscosso successo sono stati Akropol, Pethainontas stin Athina, Mikro eglima, To mikro psari, I balada tis trypias kardias e The Strangers' Case. Ha preso anche a cortometraggi come Anastasia, To Allothi, Tselsi-Bartselona, Synthiki 10/60, Entropia e Tokakis or What's My Name e al video musicale Dyo meres mono di Dimitra Galani.

## Vita privata
Vicky Papadopoulou il 3 settembre 2017 si è sposata a Patmo con l'attore Thanos Tokakis.

## Filmografia

### Cinema
- Akropol, regia di Pantelis Voulgaris (1996)
- Pethainontas stin Athina, regia di Nikos Panayotopoulos (2006)
- Mikro eglima, regia di Christos Georgiou (2008)
- To tango ton Hristougennon, regia di Nikos Koutelidakis (2011)
- To mikro psari, regia di Yannis Economides (2014)
- The Republic, regia di Dimitris Tzetzas (2015)
- Torna a casa, Jimi! - 10 cose da non fare quanto perdi il tuo cane a Cipro (Smuggling Hendrix), regia di Marios Piperides (2018)
- De thelo na gino dysarestos, alla prepei na milisoume gia kati poly sovaro, regia di Giorgos Georgopoulos (2019)
- Fantasia, regia di Alexis Kardaras (2019)
- I balada tis trypias kardias, regia di Yannis Economides (2020)
- Mikrá ómorfa áloga, regia di Michalis Konstantatos (2020)
- The Strangers' Case, regia di Brandt Andersen (2022)

### Televisione
- Piso apo tis maskes – serie TV (1994)
- Shedon pote – serie TV (2003)
- Moni ex ameleias – serie TV (2004)
- Dyo meres mono – serie TV, 18 episodi (2005-2006)
- I teleftaia parastasi – serie TV (2006)
- 10i entoli – serie TV, 3 episodi (2006-2007)
- Oi istories tou astynomou Beka – serie TV, 2 episodi (2008)
- Se eida... – serie TV, 1 episodio (2008)
- Alithinoi erotes – serie TV (2008)
- L.A.P.D.: Lekanopedio Attikis Police Department – serie TV, 8 episodi (2008)
- Eho ena mystiko... – serie TV, 10 episodi (2008)
- Agria paidia – serie TV, 2 episodi (2008-2009)
- O 3os nomos – serie TV (2010)
- Kratas mystiko? – serie TV, 18 episodi (2019-2020)
- Eteros ego – serie TV (2019-2022)
- La strada del silenzio (Siopilos dromos) – serie TV, 13 episodi (2021)
- I genia tou '30 – serie TV (2021)
- Psemata – serie TV (2022)
- Storgi – serie TV, 17 episodi (2022)

### Cortometraggi
- Anastasia, regia di Dimitris Apostolou (2004)
- To Allothi, regia di Akis Polizos (2010)
- Tselsi-Bartselona, regia di Alexandros Hantzis (2012)
- Synthiki 10/60, regia di Akis Polizos (2013)
- Entropia, regia di Christos Tatsis (2018)
- Tokakis or What's My Name, regia di Thanos Tokakis (2022)

## Video musicali
- Dyo meres mono di Dimitra Galani (2004)

## Teatro
- Il metodo Gronholm, presso il teatro d'Arte Karolos Koun (2009-2010)
- In alto sul ponte, presso il teatro Bretagna (2010-2011)
- Angela, presso il teatro Kunsthalle Athena e Salonicco Concert Hall (2011-2012)
- L'ultima noche o gli squali, presso il teatro PK (2011-2012)
- Le 24 ore suonano, presso il teatro Jenny Karezis (2011-2012)
- Odissea, presso il teatro Nazionale (2012-2013)
- Afrodite con pelliccia, presso il teatro Thision (2013-2014)
- Cerce la fam, presso il teatro statale della Grecia settentrionale (2014-2015)
- Confederati di Tirana, presso il teatro Zina (2015-2016)
- La Casa di Bernarda Alba, presso il teatro Vrysaki (2015-2016)
- Il lago che non c'è più, presso il teatro Ilisia Volanakis (2017-2018)
- Una lezione di ballo, presso il teatro di Thision (2018-2019)
- Il metodo Gronholm, presso il teatro Anesi (2019-2020)

## Doppiatrici italiane
Nelle versioni in italiano dei suoi film e delle sue serie TV, Vicky Papadopoulou è stata doppiata da:
- Anna Cugini[15] ne La strada del silenzio[16]

## Riconoscimenti
- Hellenic Film Academy Awards
  - 2015: Vincitrice come Miglior attrice non protagonista per il film To mikro psari
  - 2021: Candidata come Miglior attrice per il film I balada tis trypias kardias